# Megastrebla parvior
Megastrebla parvior är en tvåvingeart som först beskrevs av Maa 1962.  Megastrebla parvior ingår i släktet Megastrebla och familjen lusflugor. Inga underarter finns listade i Catalogue of Life.